# Olavi Mannonen
Ole Mannonen, született Olavi Aleksanteri Mannonen (Viipuri, 1930. március 7. – Helsinki, 2019. március 17.) olimpiai ezüst- és bronzérmes finn öttusázó.

## Pályafutása
Az 1952-es helsinki olimpián csapatban bronzérmes, egyéniben ötödik lett. Négy év múlva az 1956-os melbourne-i olimpián csapatban ismét bronz-, egyéniben viszont ezüstérmet szerzett. Az 1955-ös világbajnokságon egyéniben a második helyen végzett.
A finn bajnokságban 1953-ban és 1956-ban első, 1952-ben, 1955-ben és 1960-ban második lett egyéniben. 1952-től a helsinki rendőrségen dolgozott. 1971-től vezetőként tevékenykedett 1990-es nyugdíjba vonulásáig.

## Sikerei, díjai
- Olimpiai játékok
  - ezüstérmes: 1956, Melbourne (egyéni)
  - bronzérmes (2): 1952, Helsinki, 1956, Melbourne (mindkettő csapatban)
- Világbajnokság
  - ezüstérmes: 1955 (egyéni)
- Finn bajnokság – egyéni
  - bajnok: 1953, 1956
  - 2.: 1952, 1955, 1960